# BSS企画
BSS企画（ビーエスエスきかく）は、山陰放送系列の番組制作会社、保険代理店、イベント企画会社である。

## 沿革
- 1973年 山陰放送音楽事業部を分社・独立して創業・設立。（登記上の社名は「株式会社ビー・エス・エス企画」）
- 1974年 「BSS洋画展」第1回開催
- 1976年 アメリカンファミリー生命保険の代理店業務と不動産業務を開始
- 1977年 二科展、日本画展開催
- 1979年 数学教室開設
- 1981年 茶陶展開催
- 1983年	絵画展開催
- 1984年 ゴルフの練習場「BSSゴルフスクエア」オープン
- 1985年 米子市西福原にあった社屋を同市明治町の名島ビルに移転
- 1987年 松江センチュリービルの管理・運営に携わる
- 1997年 ごうぎんVISA全山陰女子ゴルフ受託
- 1998年 英会話教室開設、本社を米子市明治町から同市末広町に移転
- 2000年 労働者派遣業に進出
- 2012年 登記上の社名を現在の「株式会社BSS企画」に改めるとともに、本社屋を西福原の山陰放送本社に移転
- 2014年 株式会社BSSコスモを設立し、フレグランス事業に参画
- 2016年 社屋を山陰放送本社に近い西福原の舩木ビルへ移転

## 所属
全て山陰放送の元アナウンサー。
- 谷口和美

- 井木智博

- 栗原康郎